# Nussekudden
Nussekudden är en barnbokserie av Arne Norlin och Håkan Jaensson, och illustrerad av Gunna Grähs. Böckerna har översatts till flera olika språk.

## Handling
Bokseriens huvudperson heter Kalle, som från han är liten och även då han blir äldre och går i skolan, gör militärtjänsten samt gifter sig och skaffar barn, har med sig sin "nussekudde" nästan överallt. Budskapet är att få vara som man är.

## Böcker
| Titel                    | Utgivningsår |
| ------------------------ | ------------ |
| Nussekudden              | 1984         |
| Nussekudden i Paris      | 1986         |
| Nussekuddens hemlighet   | 1988         |
| Nussekuddens sista strid | 1994         |